# Vanessa Petruo
Pour les articles homonymes, voir Vany (homonymie).
Vanessa Anneliese Petruo (née le 23 octobre 1979 à Berlin), aussi connue sous le nom de Vany, est une auteur-compositeur-interprète et une actrice allemande. Elle a commencé en 2000 comme membre du groupe féminin de pop No Angels. Après la séparation du groupe en 2003, elle a commencé une carrière solo.